# Донгаронское сельское поселение
Донгаронское се́льское поселе́ние — муниципальное образование в Пригородном районе Северной Осетии Российской Федерации.
Административный центр — село Донгарон.

## История
Статус и границы сельского поселения установлены Законом Республики Северная Осетия-Алания от 5 марта 2005 года № 18-рз «Об установлении границ муниципального образования Пригородный район, наделении его статусом муниципального района, образовании в его составе муниципальных образований - сельских поселений и установлении их границ»

## Население
| 2002  | 2010  | 2011  | 2012  | 2013  | 2014  | 2015  |
| ----- | ----- | ----- | ----- | ----- | ----- | ----- |
| 1135  | ↗1277 | ↘1273 | ↘1222 | ↘1197 | ↘1184 | ↘1179 |
| 2016  | 2017  | 2018  | 2019  | 2020  | 2021  | 2023  |
| ↘1174 | ↘1173 | ↗1178 | ↗1180 | ↘1160 | ↗1205 | ↗1206 |
| 2024  | 2025  |       |       |       |       |       |
| ↘1198 | ↘1195 |       |       |       |       |       |

## Состав сельского поселения
| № | Населённый пункт | Тип населённого пункта       | Население |
| - | ---------------- | ---------------------------- | --------- |
| 1 | Донгарон         | село, административный центр | ↘1195     |